# Ana Bjelica

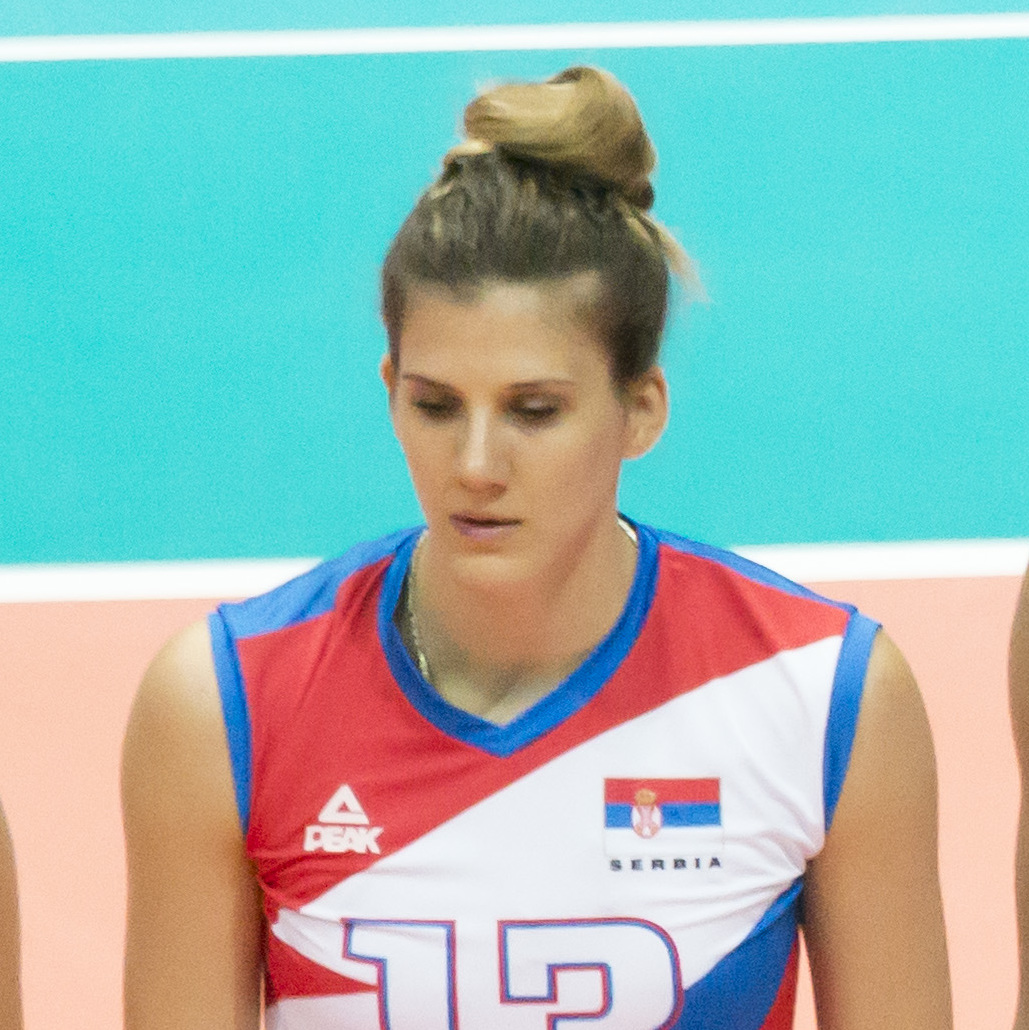
Ana Bjelica reprezentantką Serbii w 2017 roku

Ana Bjelica (ur. 3 kwietnia 1992 w Belgradzie) – serbska siatkarka, reprezentantka kraju, grająca na pozycji atakującej.
W sezonie 2013/2014 i 2014/2015 występowała w Chemiku Police. W marcu 2021 przeszła do Radomki Radom, gdzie była do końca sezonu 2020/2021.

## Życie prywatne
Jej rodzeństwo uprawia koszykówkę, brat Milko i siostra Milka reprezentują Czarnogórę.

## Sukcesy klubowe
Liga serbska:
- 2010, 2011, 2012, 2013
- 2009

Puchar Serbii:
- 2010, 2011, 2012, 2013, 2021

Puchar CEV:
- 2010
- 2011

Puchar Polski:
- 2014

Liga polska:
- 2014, 2015

Superpuchar Polski:
- 2014

Liga brazylijska:
- 2017

Puchar Szwajcarii:
- 2018

Liga szwajcarska:
- 2018

Liga rumuńska:
- 2023[7]

## Sukcesy reprezentacyjne
Mistrzostwa Świata Kadetek:
- 2009

Mistrzostwa Europy Juniorek:
- 2010

Liga Europejska:
- 2010

Grand Prix:
- 2013, 2017

Igrzyska Europejskie:
- 2015

Puchar Świata:
- 2015

Mistrzostwa Europy:
- 2017, 2019
- 2021, 2023[8]

- 2015

Mistrzostwa Świata:
- 2018, 2022[9]

Igrzyska Olimpijskie:
- 2020

Liga Narodów:
- 2022[10]

## Nagrody indywidualne
- 2010: Najlepsza punktująca Mistrzostw Europy Juniorek
- 2014: Najlepsza atakująca turnieju finałowego Pucharu Polski